# Lepidocyrtus lignorum
Lepidocyrtus lignorum är en urinsektsart som först beskrevs av Fabricius 1775.  Lepidocyrtus lignorum ingår i släktet Lepidocyrtus och familjen brokhoppstjärtar. Arten är reproducerande i Sverige. Inga underarter finns listade i Catalogue of Life.